# Tonyosynthemis claviculata
Tonyosynthemis claviculata – gatunek ważki z rodziny Synthemistidae.